# Вашингтон-Гроув (Меріленд)
Вашингтон-Гроув (англ. Washington Grove) — місто (англ. town) в США, в окрузі Монтгомері штату Меріленд. Населення — 505 осіб (2020).

## Географія
Вашингтон-Гроув розташований за координатами 39°8′27″ пн. ш. 77°10′28″ зх. д. / 39.14083° пн. ш. 77.17444° зх. д. (39.140699, -77.174533).  За даними Бюро перепису населення США в 2010 році місто мало площу 0,91 км², з яких 0,91 км² — суходіл та 0,00 км² — водойми.

## Демографія
Згідно з переписом 2010 року, у місті мешкало 555 осіб у 230 домогосподарствах у складі 157 родин. Густота населення становила 607 осіб/км².  Було 242 помешкання (265/км²).
Расовий склад населення:
| - 85,2 % — білих - 7,4 % — азіатів - 4,0 % — чорних або афроамериканців - 2,5 % — осіб інших рас |

До двох чи більше рас належало 0,9 %. Частка іспаномовних становила 5,6 % від усіх жителів.
За віковим діапазоном населення розподілялося таким чином: 20,5 % — особи молодші 18 років, 66,2 % — особи у віці 18—64 років, 13,3 % — особи у віці 65 років та старші. Медіана віку мешканця становила 49,7 року. На 100 осіб жіночої статі у місті припадало 95,4 чоловіків;  на 100 жінок у віці від 18 років та старших — 93,4 чоловіків також старших 18 років.
Середній дохід на одне домашнє господарство  становив 127 194 долари США (медіана — 110 750), а середній дохід на одну сім'ю — 137 930 доларів (медіана — 119 643). За межею бідності перебувало 2,0 % осіб, у тому числі 0,0 % дітей у віці до 18 років та 2,3 % осіб у віці 65 років та старших.
Цивільне працевлаштоване населення становило 356 осіб. Основні галузі зайнятості: освіта, охорона здоров'я та соціальна допомога — 22,2 %, науковці, спеціалісти, менеджери — 21,6 %, публічна адміністрація — 16,0 %.